# فاير إمبلم
فاير إمبلم ((بالإنجليزية:  Fire Emblem)‏، (باليابانية:  ファイアーエムブレム)، (تلفظ: فايا إموبوريمو؛ يترجم كـ « شعار النار »)) هي سلسلة ألعاب فيديو من نوع تقمّص الأدوار المعتمدة على التخطيط الحربي والتفكير، صممها الياباني شوزو كاغا من شركة إنتيليجنت سيستمز، ونشرتها شركة نينتندو، والألعاب ذات طابع شرقي تستوحي تصماميها من القرون الوسطى وحروبها الضارية التي كانت آنذاك، وتتكون سلسلة شعار النار من 12 لعبة موزعة على أجهزة عديدة كالنينتندو إنترتينمنت سيستم و‌النينتندو دي إس و‌الجيم بوي أدفانس و‌الوِي وغيره. باكورة السلسلة بدأت عام 1990م حينما صدرت لعبة فاير إمبلم: أنكوكوه رييو تو هيكاري نو تسوروغي (ファイアーエムブレム 暗黒竜と光の剣؛ « شعار النار: تنين الظل وسيف الضوء ») على جهاز النينتندو إنترتينمنت سيستم ثم ما إن أعيد تصميمها لتتكيف مع الحداثة عام 2008م على جهاز النينتندو دي إس بعنوان فاير إمبلم: شادو دراجون (Fire Emblem: Shadow Dragon؛ « شعار النار: تنين الظل »). لكن شخصيات اللعبة تعدت تلك السلسلة، فقد ظهرت شخصياتها مارث وروي في لعبة سوبر سماش برذرز ميلي. غالبية ألعاب فاير إمبلم انحصرت في اليابان حتى عام 2003م حينما ترجمت لعبة فاير إمبلم ريكا نو كن (ファイアーエムブレム 烈火の剣؛ « شعار النار: سيف النار ») دوالياً بلغات عدة. وتشترك مع فاير إمبلم ألعاب أخرى في نمطها كسلسلة « أدفانس وارز » (Advance Wars؛ حروب ضارية) التي أيضاً صممها شوزو كاغا وألمسها نزعات ألعاب فاير إمبلم.

## أساسيات في اللعبة
تعتبر اللعبة تقمّص الأدوار ومعتمدة بالشكل الأساس على وضع خطط وأفكاراً واستراتيجية معينة لكي تحقق هدف اللعبة الموكل لك، فاللعبة تبدأ بعرض خريطة موقعية عن ساحة القتال، وخلال هذه الخريطة تتحرك الشخوص وتدور أحداث المعركة، وإن للعبة فصولاً وكل فصل له هدف والأهداف قد تكون إما دحر كل الأعداء أو قتل كبيرهم، أو الصمود لمدة معينة من الأدوار، أو تحرير المنطقة من الأعداء. وخلال كل معركة يكسب المحارب نقاط خبرة ترفع من مستواه العسكري كنقاط الحياة ونقاط الهجوم والدفاع وغيها.
وتحوي سلسلة شعار النار عدة أنواع من الأسلحة التقليدية أو التقليدية الخيالية كالسيوف والرماح والفؤوس والأقواس والعلاج والسحر الذي له أقسام كالضوء والظلام والعناصر لكن السحر يقسم لتلك الأقسام في ألعاب قليلة من السلسلة كشعار النار الرابعة: الحرب المقدسة، وبعض الألعاب تقسم قوى السحر إلى رياح ونار ورعد، وبعض الألعاب الحديث تتعدى تلك الأنواع من الأسلحة. وكما في لعبة حجر-ورقة-مقص فإن اللعبة بها مثلث الأسلحة الذي يعطي للسيف الأفضلية على الفأس والفأس الأفضلية على الرمح والرمح الأفضلية على السيف، وكذلك مثلث السحر الموجود في بعض الألعاب فإنه يفضل الضوء على الظلام والظلام على العناصر والعناصر على الضوء، إلا أن الأقواس لا علاقة لها بتلك المثلثات فهي سلاح مختلف عن ذلكم، فتلك الأسلحة كالفأس والسيف والرمح مباشرة بينما الأقواس غير مباشرة فهي تضرب عن بعد، وبعض الأسلحة من السحر أو العلاج يضرب عن مدىً بعيد.حيث يكون نظام اللعب على شكل وحدات مربعة يُمشى عليها في اللعبة وبها يحسب المدى.
ولكل سلاح حد من الاستعمال، فإذا استعمل السلاح لمرات محددة فإنه يكسر ويجب تبديله، وتمتاز الأسلحة الضعيفة بأن حدها من الاستعمال كبير لكن القوية والنادرة يكون حدها من الاستعمال قليلاً، ومن جهة أخرى إن السلاح القوي تأثيره يكون أعلى، لكن دقته في إصابة الهدف تكون أقل من الأسلحة الضعيفة، ولكل سلاح درجة من الخبرة لكي يُستطاع استعماله، فكل محارب له نقاط خبرة في نوع أو نوعين فقط من الأسلحة، فإذا تفوق في نقاط الخبرة التي أقصاها درجة أ إلى أدناها ي، فإن المحارب يستطيع استعمال أصناف أكثر من نوع السلاح، وكلما زادت نقاط الخبرة لنوع من السلاح فإنه يكون أكثر قوةً.